# АРК-15М
Автоматический радиокомпас АРК-15М предназначен для самолетовождения по приводным и широковещательным радиостанциям и радиомаякам, работающим в международном диапазоне частот. Входит в состав радионавигационного оборудования военных и гражданских воздушных судов советского и российского производства.

## Задачи
Радиокомпас обеспечивает получение непрерывного отсчета курсового угла и позволяет решать следующие навигационные задачи:
- совершать полет на радиостанцию и от нее с визуальной индикацией курсового угла;
- автоматически определять пеленг радиостанции по стрелкам приборов УГР-4УК;
- обеспечивать непрерывный отсчет курсового угла радиостанции;
- выполнять заход на посадку по системе ОСП;
- вести прием и прослушивание сигналов средневолновых станций в диапазоне 150—1799,5 кГц.

## Особенности
Автоматический радиокомпас АРК-15М является дальнейшим развитием радиокомпаса АРК-9 и имеет следующие отличительные особенности:
- неповоротная рамочная антенна, сопряженная с гониометром через высокочастотные кабели;
- фиксированная настройка частот через 500 Гц;
- сетка частот выполнена на одном опорном кварце с применением счетно-логических схем;
- для перестройки тракта высокой частоты применены варикапы;
- в приборе использована модульная конструкция, построенная полностью на транзисторах.

## Режимы использования
Радиокомпас АРК-15М может использоваться в двух режимах:
- режим «компас» (основной режим работы)
- режим автоматического пеленгования радиостанций.

### Режим «Компас»
Работа радиокомпаса в режиме «компас» основана на автоматическом сравнении сигналов, принимаемых как направленной, так и ненаправленной антеннами.
В этом режиме радиокомпас при настройке его на частоту пеленгуемой радиостанции автоматически устанавливает стрелки приборов указателей курса в положение, соответствующее курсовому углу на пеленгуемую радиостанцию. При этом сигналы радиостанции могут прослушиваться с помощью телефонов на выходе радиокомпаса.
Режим «антенна» — режим работы, когда радиокомпас используется в качестве средневолнового приемника.
Выбор режима работы радиокомпаса производится установкой переключателя рода работ на пульте управления в одно из двух положений: «компас» или «антенна».

### Режим «Пеленгования»
Пеленгование (определение направления на радиостанцию) основано на использовании направленной характеристики рамочной антенны, диаграмма направленности которой имеет вид восьмерки (две соприкасающиеся окружности). Интенсивность приема такой антенны меняется в зависимости от того, с какого направления приходят радиоволны.
Особенностью схемы радиокомпаса АРК-15М является использование неповоротной рамочной антенны. В качестве направленной антенны используется система, состоящая из двух взаимно перпендикулярных обмоток рамочной антенны, конструктивно оформленных в виде одного блока, и гониометра. Гониометр представляет собой устройство, имеющее две взаимно перпендикулярные неподвижные полевые катушки и одну подвижную искательную катушку, размещенную в пространстве между полевыми катушками.
Таким образом система из двух взаимно перпендикулярных рамок, соединенных с гониометром с точки зрения характеристик направленности, заменяет одну поворотную рамку, но при этом механизм вращения рамки исключается, заменяясь вращением касательной катушки внутри гониометра, связанной при помощи синусно-косинусного трансформатора и блока механического переходного БМП со стрелками приборов УГР-4УК. Всё это относится к основному режиму работы радиокомпаса режиму автоматического пеленгования «компас». В остальных режимах работы некоторые элементы либо вовсе отключаются, либо работают несколько иначе.
В режиме «антенна» радиокомпас работает как обычный связной средневолновый приемник, отключается весь рамочный вход, а также ряд других элементов схемы. Этот режим используется для прослушивания радиостанций и использования радиокомпаса в качестве резервного приемника с достаточно высокой чувствительностью.

## Состав АРК −15М
В комплект радиокомпаса АРК-15М входят:
- приёмник;
- один или два пульта дистанционного управления (основного или упрощённого варианта);
- один или два переключателя волн (по количеству пультов управления);
- внутрифюзеляжная рамочная антенна;
- эквивалент кабеля рамки;
- антенное согласующее устройство;
- один или два пульта предварительной настройки (при использовании пультов дистанционного управления в упрощённом варианте);
- переключатель пультов дистанционного управления (при использовании двух пультов в упрощённом варианте)[1].

Радиокомпас работает через блок механический переходной БЖ на два указателя УГР-4УК.
В первой кабине установлены:
- пульт управления;
- указатель УГР-4УК;
- кнопка управления АРК;
- переключатель Б-Д.

Во второй кабине установлены:
- пульт управления;
- указатель УГР-4УК;
- кнопка управления АРК;
- переключатель Б-Д;
- контрольный разъем.

На пульте управления радиокомпасов расположены следующие органы управления:
- переключатель каналов;
- переключатель режимов работы положения «антенна» и «компас»;
- переключатель ТЛФ-ТЛГ;
- регулятор громкости телефонов;
- кнопка РАМКА.

Кнопка РАМКА. используется для включения автономного вращения искательной катушки гониометра.
Пульты предварительной настройки служат для предварительной установки частоты рабочих каналов.
При включенном бортовом питании радиокомпас включается автоматом защиты АРК, расположенный на левом пульте 1-й кабины.
Радиокомпас можно считать включенным, если при этом загорелись лампы подсветки, у стрелки индикатора появился небольшой ход или отклонение под влиянием шумов и при установке переключателя ТЛФ-ТЛГ а положение «ТЛФ» в телефонах появляется характерный шум. Полная работоспособность радиокомпаса при работе в широкой полосе на мощные радиостанции устанавливается в течение 1-2 минуты после включения.
Выход приемника радиокомпаса на СПУ-9 осуществляется с помощью тумблера РК-ВЫК, расположенного на каждом абонентском щитке.

## Применение
Аппаратура АРК-15(М) применялась и применяется на следующих типах летательных аппаратов: Ту-134, Ту-154, Ил-62, Ил-76, МиГ-23, МиГ-27, Су-17М (М2, М3), Су-24(М), Ту-22М2/3, Ту-95МС, Як-52 и ряд других.